# Ejury Gyula
Ejury Gyula (Pozsony, 1851. április 2. – Budapest, 1885. szeptember 10.) ügyvéd.

## Élete
Idősebb Ejury Károly fia és Ifjabb Ejury Károly öccse volt. Ügyvédi diplomát nyert, ám fiatalon elborult az elméje, és elhunyt.

## Munkái
- Bosznia és Herczegovina occupátiója. Pozsony, 1878.
- Die Lösung der orientalischen Frage. Uo. 1878.
- Az európai egyensúly kérdésének megoldása. Uo., 1881.

Írt még ezenkívül egy Kosmos című és több más szociális-politikai röpiratot magyarul és németül, melyek szintén megjelentek.